# Santiurde de Reinosa
Santiurde de Reinosa est une ville espagnole située dans la communauté autonome de Cantabrie.